# Susa (Colombia)
Susa è un comune della Colombia facente parte del dipartimento di Cundinamarca.
Il centro abitato venne fondato da Luis Enriquez nel 1600.